# Sacca di Belócchio
Sacca di Belócchio es un sitio Ramsar y un área protegida de la región de Emilia Romaña. El sitio Ramsar coincide en su mayor parte con las tres reservas naturales estatales conectadas que forman la Reserva natural Sacca di Belocchio, dentro del Parque regional del delta del Po, en las comunas de Ravena y Comacchio.

## Las tres reservas
Conocidas como Reserva estatal Sacca di Bellocchio I (163 ha, 1972), Reserva estatal Sacca di Bellocchio II (83 ha, 1979) y Reserva estatal Sacca di Bellocchio III (38,3 ha, 1981), están formadas por una importante zona húmeda costera salobre, rodeada por una pineda artificial formada por pino marítimo y pino de Chipre. Este último, una plantación de 13 ha en los alrededores de Sacca di Belócchio III, en la comuna de Comacchio.

## Sitio Ramsar
El sitio Ramsar número 119, creado en 1976, tiene 223 ha. Es una laguna entre dos hileras de dunas, alimentada por agua dulce por un canal procedente del río Reno y conectada con el mar Adriático. El nivel del agua está sujeto a variaciones estacionales, y el medio ambiente salobre se mantiene artificialmente. La vegetación incluye flora acuática, plantas halófitas, carrizos emergentes y herbazales húmedos que se utilizan para alimentación animal. La zona es importante para la cría de numerosas especies de aves acuáticas. Parte del terreno es utilizado para usos militares.